# James Abbott (generál)
James Abbott (* 12. března 1807 Blackheath – 6. října 1896 Ryde) byl britský generál, který sloužil v Severozápadní pohraniční provincii v Britské Indii. Byl zakladatelem Abbottábádu, který po něm byl následně pojmenován.
Narodil se v Blackheathu u Londýna do rodiny bývalého kalkatského obchodníka. Studoval vojenskou akademii v Addiscombe. Do Indie dorazil v roce 1823. Do bojů se zapojil poprvé v roce 1826 v rámci dobývání Bharatpuru, kde sloužil pod svým starším bratrem Augustem Abbottem. Během mírových let pak dosáhl hodnosti kapitána. V roce 1838 se zapojil do První anglo-afghánské války. Pak byl vyslán v rámci Velké hry přes Herát do Chivského chanátu jako vojenský poradce, aby odvrátil jeho dobytí ruským impériem. V rámci snahy o diplomatické řešení se vydal jako vyjednavač chivského chána do Ruska,  cestoval do oblasti, kde města Fort Ševčenko na pobřeží Kaspického moře. Byl zraněn a zajat lupiči, ti jej ale propustili a nakonec dorazil do Petrohradu. Tam se ovšem diplomaticky neuspěl a tak se v roce 1840 vrátil zpět do Velké Británie. V roce 1841 se opět vrátil do Indie. Když Británie vyhrála v roce 1846 první anglo-sikhskou válku, stal se komisařem pro Hazaru. Té původně vládl z Haripuru, ale jeho poloha se mu zdála nevýhodná a tak založil v roce 1852 nové město výše v kopcích. To po něm později pojmenoval Abbottábád jeho kolega Herbert Benjamin Edwardes. Závěr života strávil v Ryde na ostrově Wight.